# Lebermudde
Als Lebermudde wird organisches Sediment (Mudde) in Seen bezeichnet, welches vor allem aus Algen besteht. Namensgebend ist die an Leber erinnernde elastische Beschaffenheit und braun-grünliche Farbe nach Trocknung der Mudde. Der organische Anteil liegt meist über 30 Prozent, während der Anteil an Carbonaten weniger als 30 Prozent beträgt.